# J. S. Fletcher

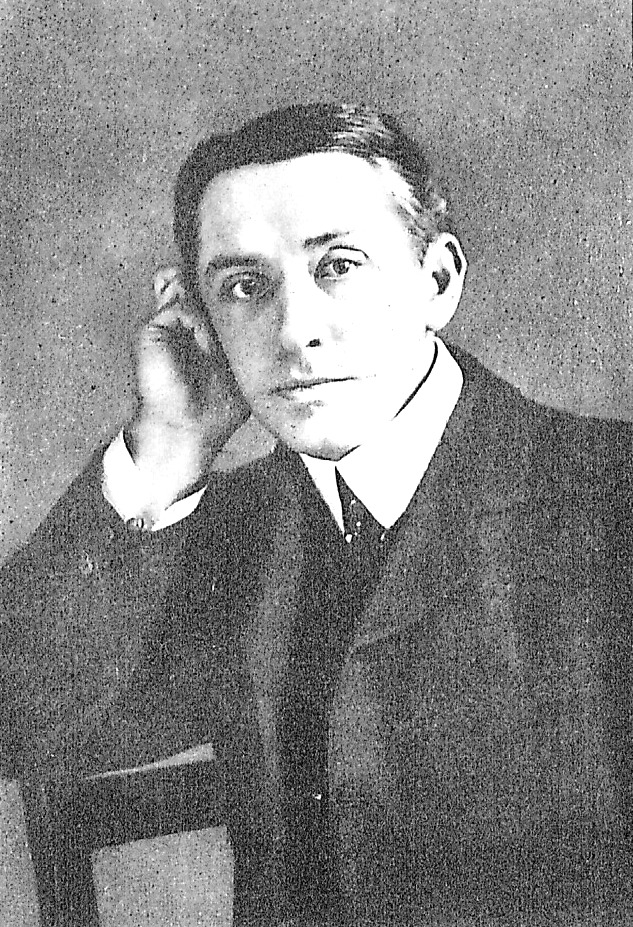
J. S. Fletcher (1912)

Joseph Smith Fletcher (* 7. Februar 1863 in Halifax, West Yorkshire; † 30. Januar 1935) war ein englischer Journalist und Schriftsteller.

## Leben
Fletcher war ein Sohn eines Pastors. Dieser starb, als Fletcher noch nicht ein Jahr alt war. Er verbrachte seine Kindheit und Jugend auf dem Bauernhof der Großeltern in Darrington bei Pontefract (West Yorkshire). Seine Schulzeit absolvierte er an der Silcoates School in Wakefield und studierte im Anschluss daran Rechtswissenschaften.
Nach seinem Studium bekam er eine Anstellung bei der Yorkshire Post. Als Journalist interessierte ihn das alltägliche Leben der „kleinen Leute“ seiner Heimat. In dieser Zeit heiratete er die irische Schriftstellerin Rosamond Langbridge (1880–1964) und hatte mit ihr einen Sohn.
Fletcher war Fellow der Royal Historical Society.

## Rezeption
Fletscher gilt als Vielschreiber. Neben seinen rein journalistischen Arbeiten verfasste er mehr als 200 Bücher über die verschiedensten Themen. Sein erfolgreiches Debüt als Schriftsteller erlebte er mit einer Anthologie von Gedichten, in denen er sich mit seiner Heimat auseinandersetzte.
Neben historischen und wirtschaftlichen Betrachtungen seiner näheren und weiteren Heimat veröffentlichte Fletcher auch über 100 Kriminalromane. 1914 debütierte er mit einem solchen; seine erfolgreichsten waren eine Reihe mit Abenteuern des Privatdetektivs „Ronald Camberwell“.

## Werke (Auswahl)
Kriminalromane
- Der Amaranthklub. Spionageroman („The Amaranth Club“, 1918). Verlag Maschler, Berlin 1930.
- Die Kavalier-GmbH. Kriminalroman („The Annexation Society“, 1921). Goldmann, München 1954.
- Der Stadtkämmerer. Kriminalroman („The Borough Treasurer“, 1921). Delta-Verlag, Berlin 1930.
- Die unheimliche Sendung („The Secret Cargo“, 1213). Universitas-Verlag, Berlin 1929.
- Verbrechen in Mannersley. Kriminalroman („The Double Chance“, 1928). Goldmann, München 1954.
- Die spanische Klinge. Kriminalroman („The Dressing Room Murder“, 1931). Dom-Verlag, Berlin 1932.
- Kampf um das Erbe. Kriminalroman („The Herapath Property“, 1921). Delta-Verlag, Berlin 1930.
- Das Geheimnis um Gemma Graffi („The King versus Wargrave“). Verlag Maschler, Berlin 1930.
- Alpdruck („Lynne Court Spinney“). Universitas-Verlag, Berlin 1930.
- Der Unbekannte von Übersee. Kriminalroman („The Middle of Things“). Delta-Verlag, Berlin 1930.
- Das Geheimnis um Mr. Marbury („The Middle Temple Murder“). Delta-Verlag, Berlin 1930. Der Middle-Temple-Mord, Tally-Ho!, Berlin 2013. ISBN 978-3-942316-03-3
- Lösegeld für London („Ransom for London“). Universitas-Verlag, Berlin 1930.
- Das Schloß in den Klippen. Kriminalroman („Scarhaven Keep“). Delta-Verlag, Berlin 1930.
- Um ein Testament („The Talleyrand Maxim“). Universitas-Verlag, Berlin 1931.
- Die Wölfe und das Lamm („The Wolves and the Lamb“). Verlag Oestergaard, Berlin 1935 (früherer Titel Die Diamanten der Kaiserin).
- Die doppelte Spur. Kriminalroman („Wrychester Paradise“). Goldmann, München 1954.
- Die verschwundene Chronik. Kriminalroman („Who Killed Alfred Snowe?“). Goldmann, München 1953 (früherer Titel Der Antiquar).
- Schatten über Nicholas. Kriminalroman („Murder at Wrides Park“). Goldmann, München 1953.
- Das Haus am Dienstagmarkt. Kriminalroman („The House in Tuesday Market“). Goldmann, München 1953.
- Der einzige Zeuge. Kriminalroman („Murder of the Only Witness“). Goldmann, München 1952.
- Das Haus, das offenstand. Kriminalroman („The Murder in the Pallant“). Verlag Liebel, Nürnberg 1952.
- Das Teehaus in Mentone. Kriminalroman („Murder in Four Degrees“). Goldmann, München 1952.
- Die verhängnisvolle Brücke. Kriminalroman („Murder of the Ninth Baronet“). Goldmann, München 1952.
- Der Mann am Galgen. Kriminalroman („The Kang-He Vase“). Verlag Liebel, Nürnberg 1953.
- Das Verbrechen im Nachtzug. Kriminalroman („The Charing Cross Mystery“). Verlag Liebel, Nürnberg 1952.
- Der Verschollene. Kriminalroman („Malvery Hold“). Goldmann, Leipzig 1933.
- Die Gräber der Netherfields. Kriminalroman („Ravensdene Court“). Delta-Verlag, Berlin 1930.

Prosa
- Irene will Karriere machen. Roman aus dem Theaterleben („The Ambitious Lady“). Verlag Maschler, Berlin 1930.

Geschichte
- In the Days of Drake. Bentley, London 1899.
- When Charles the First was King. Bentley, London 1892.
- The History of the St. Leger Stakes (1776–1926). Hutchinson, London 1926.